# Matt Michels

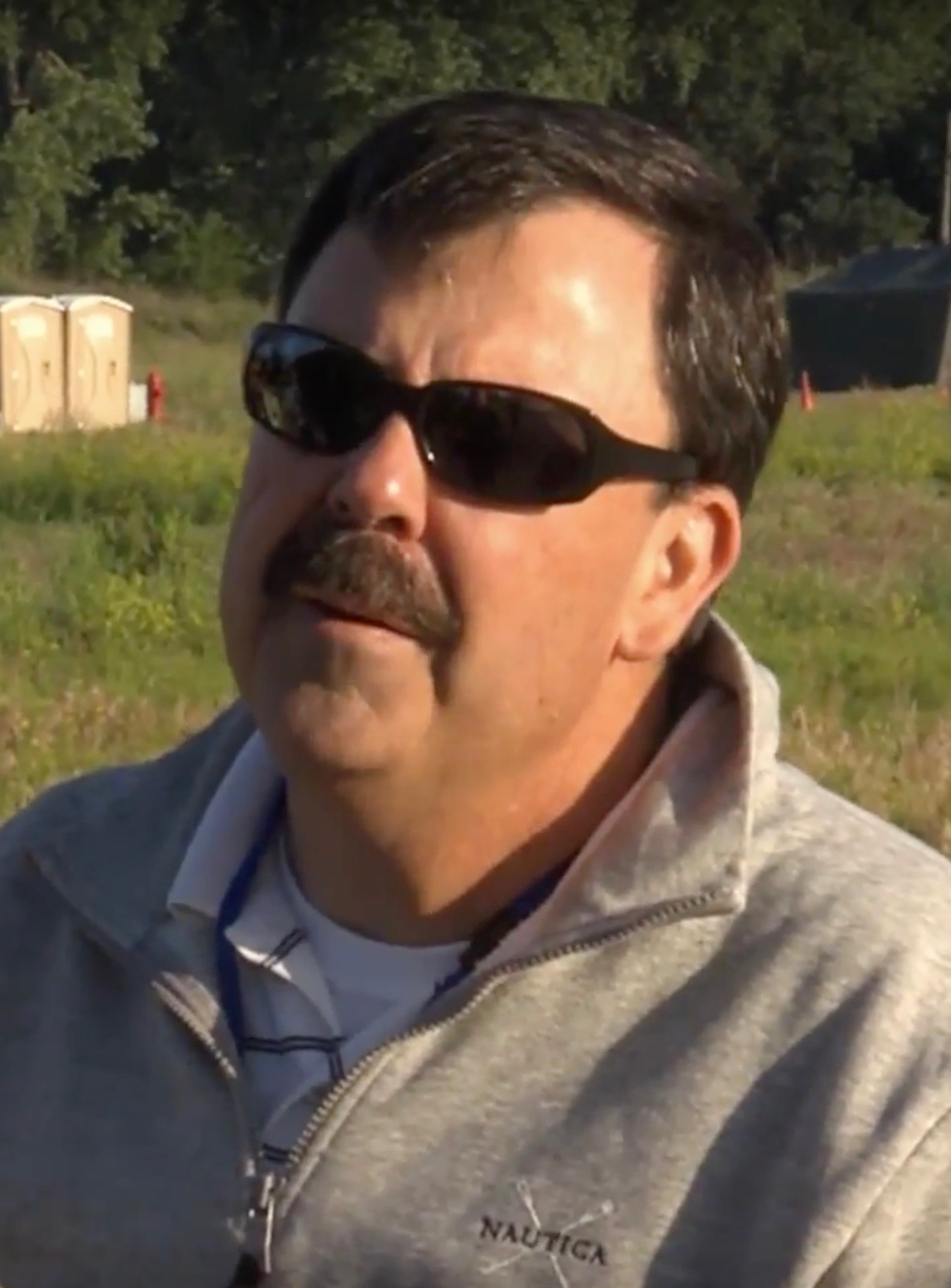
Matt Michels (2011)

Matt Michels (* 1960 in Pierre, South Dakota) ist ein US-amerikanischer Politiker. Von 2011 bis 2019 war er Vizegouverneur des Bundesstaates South Dakota.

## Werdegang
Matt Michels studierte bis 1982 an der University of South Dakota Gesundheitsverwaltung. Nach einem anschließenden Jurastudium an derselben Universität und seiner 1985 erfolgten Zulassung als Rechtsanwalt begann er in diesem Beruf zu arbeiten. Zwischenzeitlich gehörte er dem Judge Advocate General’s Corps der United States Navy an. Politisch schloss er sich der Republikanischen Partei an. Zwischen 1998 und 2006 saß er als Abgeordneter im Repräsentantenhaus von South Dakota, dessen Speaker er seit 2003 war.
2010 wurde Michels an der Seite von Dennis Daugaard zum Vizegouverneur von South Dakota gewählt. Dieses Amt bekleidete er seit 2011. Dabei war er Stellvertreter des Gouverneurs und Vorsitzender des Staatssenats. Im Jahr 2014 wurde er in seinem Amt bestätigt. Die nächste Wahl fand 2018 statt, dort kandidierte er nicht mehr.
Bei der Präsidentschaftswahl 2012 war Michels einer der drei Wahlleute des Bundesstaates im Electoral College. 2016 war er erneut als Wahlmann im Electoral College vorgesehen, konnte diese Aufgabe jedoch nicht wahrnehmen, sodass er durch Pam Roberts ersetzt wurde.